# Заповедник сказок
«Запове́дник ска́зок» — повесть российского писателя Кира Булычёва из серии «Приключения Алисы». Написана в 1980 году, впервые опубликована в 1985 году.

## Сюжет
Действия происходят на Земле в далёком будущем. Алиса Селезнёва отправляется в «Заповедник сказок», чтобы узнать, что связывает гнома, выбравшегося из кармана, волка — любителя морковки, и козлика, который звонил по видеофону. В заповеднике она знакомится с его удивительными обитателями, и помогает выручить из беды директора заповедника Ивана Ивановича Царевича.

## Персонажи
- Алиса Селезнёва, она же Золушка
- Профессор Селезнёв, её отец
- Иван Иванович Царевич — директор Заповедника сказок, превращённый в козлика
- Кусандра, он же Папа-Яга — колдун, заместитель директора заповедника
- Волк — наперсник Кусандры, называет себя вегетарианцем. С его слов, очень любит морковь
- Кот в сапогах — ещё один наперсник Кусандры. Влюбчивый
- Свен, он же Веня — норвежский гном. Привел Алису в заповедник. У него есть тетя — гномиха Дагмара, и два работящих брата. Объявил своей невестой Алисину куклу Дашу, которую забрал с собой в заповедник
- Король
- Прекрасный лебедь, работающий в заповеднике Гадким Утёнком
- Спящая Царевна
- Три поросёнка
- Русалка
- Змей Гордыныч — сказочный дракон, которого Кусандра привёл к профессору Селезнёву. Его сестра — Лох-несское чудовище
- Дед Мороз («Мороз Тимофеевич») и Снегурочка
- Работящая Бабушка и ленивая Красная Шапочка
- Медведь-молчун

## Диафильм
В 1991 году был выпущен диафильм под названием «Заповедник сказок» по мотивам повести.